# دهستان جمال‌آباد (رودبار)
دهستان جمال‌آباد، یکی از دهستان‌های بخش لوشان شهرستان رودبار در استان گیلان ایران است. مرکز این دهستان، روستای جمال‌آباد نظامیوند است.

## جمعیت
بر پایه سرشماری عمومی نفوس و مسکن در سال ۱۳۹۵، جمعیت دهستان جمال‌آباد برابر با ۱٬۲۸۲ نفر بوده است.